# Zdrój (Grodzisk Wielkopolski)

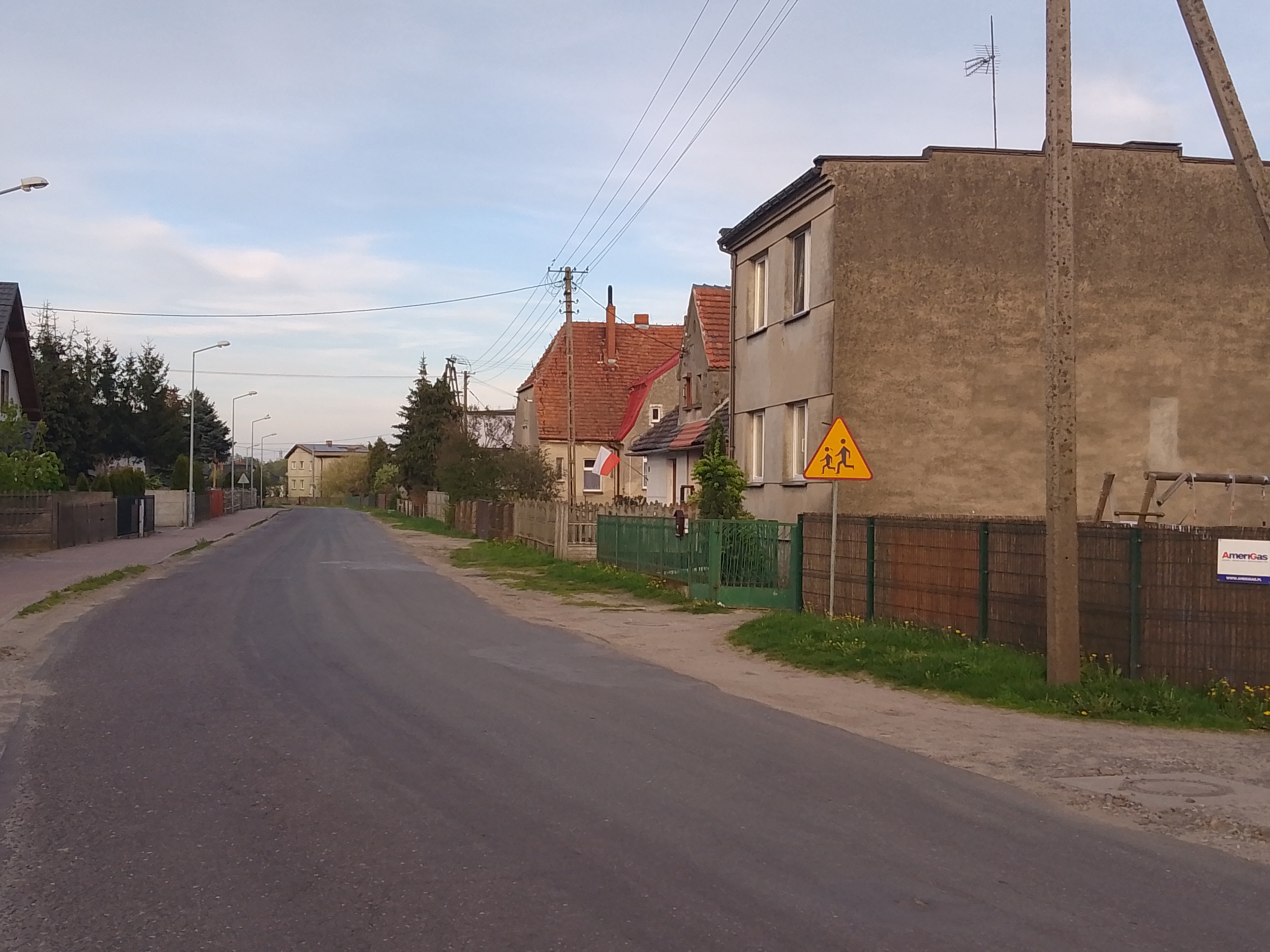
Zdrój

Zdrój (deutsch: Zdroy) ist ein Dorf in der Woiwodschaft Großpolen, im Powiat Grodziski, in der Gemeinde Grodzisk Wielkopolski. Der Ort liegt 2 Kilometer westlich von Grodzisk Wielkopolski und 43 Kilometer südwestlich von Posen. Im Jahre 2021 hatte Zdrój 441 Einwohner.

## Geschichte
Das erste Mal wurde das Dorf im Jahre 1415 als Wyzdroy erwähnt. In den Jahren 1818–1848 gehörte Zdroy zum Kreis Buk und war ein Teil des Landgutes Grodzisk (Grätz). 1857 wurde hier Michał Drzymała geboren.

## Wirtschaft
In der Nähe des Dorfes hat Recaro Holding ein Produktionswerk.